# Kenji Inoue
Kenji Inoue, född den 5 november 1976 i Kyoto, Japan, är en japansk brottare som tog OS-brons i fjäderviktsbrottning i fristilsklassen 2004 i Aten.